# Celleporina tubulata
Celleporina tubulata är en mossdjursart som först beskrevs av Uttley och Bullivant 1972.  Celleporina tubulata ingår i släktet Celleporina och familjen Celleporidae. Inga underarter finns listade i Catalogue of Life.